# Ici Radio-Canada Télé
Ici Radio-Canadá Télé (anteriormente conocida como Télévision du Radio-Canada) es un canal televisivo canadiense de señal abierta en idioma francés, propiedad de la Corporación Canadiense de Radiodifusión (en inglés, Canadian Broadcasting Corporation), la cadena pública nacional de radio y televisión. Es la contraparte en francés de CBC Television, el canal de televisión en inglés de la cadena.
Con sede en Montreal, inició transmisiones el 6 de septiembre de 1952. Hasta el cierre de 2012 de la red de retransmisiones CBC/Radio-Canada, era la única televisora francófona de Canadá que transmitía por vía terrestre en todas las provincias canadienses. Al igual que con CBC Television, las estaciones de Ici Télé se pueden ver por televisión abierta y cable en el norte de los Estados Unidos.

## Programación
Esta red se considera más populista que CBC Television. No enfrenta una competencia tan intensa de las televisoras estadounidenses. A pesar de esto, ha estado a la zaga de TVA en los ratings durante la mayor parte de los últimos 30 años, aproximadamente mientras su contraparte en inglés ha seguido a CTV. Sus índices de audiencia han mejorado con comedias de situación poco convencionales y el programa de entrevistas Tout le monde en parle. Con este éxito, sin embargo, han surgido acusaciones de embrutecimiento. Por ejemplo, Tout le monde en parle reemplazó al programa de arte de los domingos por la noche Les Beaux Dimanches.
La programación de noticias está protagonizada por Le Téléjournal, que se transmite todas las noches a las 10:00 PM. Los noticieros locales, que se transmiten durante las horas del almuerzo y la cena, ahora también llevan el nombre de Téléjournal seguido del nombre de la zona que cubre. Los noticieros regionales solían llamarse Ce Soir (Esta noche).